# 내수중학교
내수중학교(內秀中學校)는 대한민국 충청북도 청주시 청원구 내수읍 마산리에 있는 공립 중학교이다.

## 학교 연혁
- 1953년 4월 23일 : 내수중학교 6학급 설립 인가
- 1953년 5월 5일 : 개교(2학급), 초대 김홍배 교장 취임
- 2009년 11월 16일 : 자율학교(교과교실제) 지정
- 2009년 11월 18일 : 인조잔디운동장 준공
- 2013년 5월 13일 : 삼봉마루 준공
- 2019년 2월 15일 : 교육복지실(구 역도관) 리모델링, 가사실 및 미술실 현대화 사업
- 2019년 8월 1일 : 도서관 리모델링
- 2023년 1월 6일 : 제68회 졸업생 졸업식(177명, 누계 18,093명)
- 2023년 3월 2일 : 신입생 입학(143명)
- 2023년 9월 1일 : 제28대 신병학 교장 부임

## 참고 자료
- 내수중학교 - 한국교육학술정보원 학교알리미